# Mount Van Veen
Mount Van Veen ist ein 1510 m hoher markanter und größtenteils eisfreier Berg im ostantarktischen Viktorialand. Er ragt an der Südseite des Jupiter-Amphitheaters in der Morozumi Range der Usarp Mountains auf.
Der United States Geological Survey kartierte ihn anhand eigener Vermessungen und mithilfe von Luftaufnahmen der United States Navy zwischen 1960 und 1963. Das Advisory Committee on Antarctic Names benannte ihn 1970 nach dem Geologen Richard C. Van Veen (* 1944), der für das United States Antarctic Program zwischen 1967 und 1968 auf der McMurdo-Station tätig war.